# Трандуїл
Тра́ндуїл (синд. Thranduil) — персонаж роману-казки Дж. Р. Р. Толкіна «Гобіт, або Туди і звідти», король ельфів Морок-лісу. Батько Леґоласа, одного з побратимів Фродо під час походу до Судної Гори. У самому «Гобіті» персонаж називається лише «Королем ельфів» (англ. Elvenking), а під іменем Трандуїл уперше згадується у «Володарі Перснів». Під час подорожі компанії Торіна до Самотньої Гори він усіляко перешкоджає гномам — спочатку, виявивши їх у своїх володіннях, ув'язнює, а згодом, коли після смерті дракона Смоґа гноми повертають свої скарби, разом із союзною армією людей Озерного Міста бере їх у облогу. Втім, навіть попри неприязне ставлення до гномів Трандуїл не бажає розпочинати з ними війну заради золота й до останнього намагається запобігти кровопролиттю. Зрештою, несподіване наближення до Самотньої Гори військ гоблінів і варгів змушує ельфів і людей об'єднатися з гномами проти спільних ворогів.
Один із прототипів персонажа — «лютий, гордий, імпульсивний» та водночас шляхетний ельфійський король із середньовічної поеми «Сер Орфео». В образі Трандуїла помітно неабиякий вплив Тінґола — більш раннього персонажа Толкіна, короля ельфів лісу Доріату із «Сильмариліона». Образи обох героїв настільки схожі, що серед дослідників творчості Толкіна існує припущення про їх початкову тотожність.